# Mami Naitō

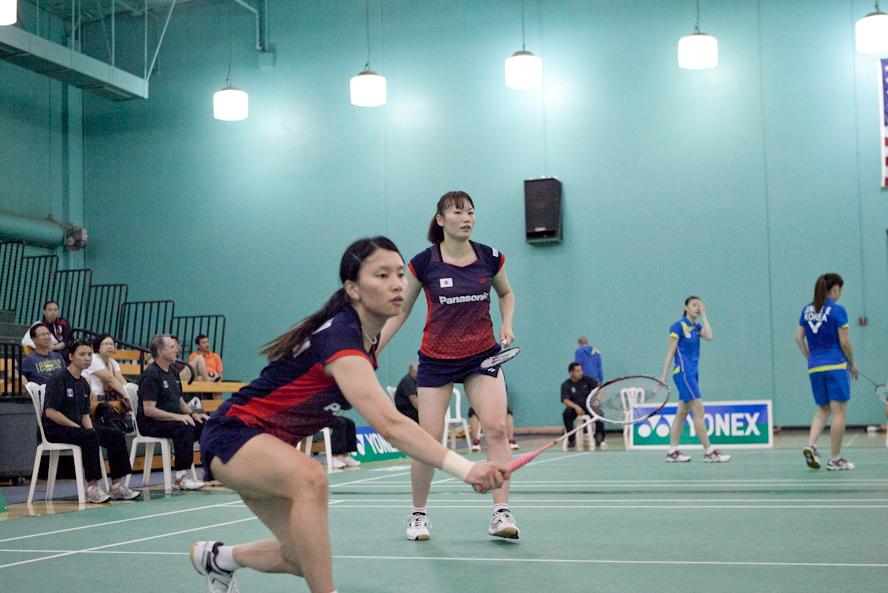
Mami Naitō (hinten) bei den US Open 2011

Mami Naitō (jap. 内藤 真実, Naitō Mami; * 25. Dezember 1986 in der Präfektur Kanagawa) ist eine japanische Badmintonspielerin. 

## Karriere
Naitō stammt aus der Präfektur Kanagawa und hat einen älteren und einen jüngeren Bruder. Sie besuchte die Kushikawa-Grundschule in Sagamihara. Während dieser Zeit wurde sie mit 9 Jahren von ihrem älteren Bruder an Badminton herangeführt und spielte im Schulclub. Danach besuchte sie die Kushikawa-Mittelschule, die Motoishikawa-Oberschule im nahegelegenen Yokohama, sowie die Japanische Sporthochschule.
Ihren ersten Erfolg hatte sie bei den Dutch Juniors 2005 wo sie zusammen mit ihrer späteren Teamkollegin Shizuka Matsuo den ersten Platz im Doppel erreichte. Ihren ersten größeren nationalen Titel erhielt sie bei den landesweiten Studentenmeisterschaften 2007 wo sie Gold im Doppel erreichte, was sie im Jahr darauf verteidigen konnte.
Nach der Hochschule trat sie zum 1. April 2009 in das Unternehmen Sanyo ein und spielte für deren Werksteam bzw. nach der Unternehmensübernahme durch Panasonic 2011 für dessen Werksteam.
Mami Naitō machte das erste Mal international im Erwachsenensport auf sich aufmerksam, als sie bei den Australian Open 2008 Platz drei im Damendoppel mit Kana Itō belegte. 2009 siegte sie bei den Austrian International im Damendoppel mit Shizuka Matsuo. Mit ihr gewann sie im gleichen Jahr auch ihren ersten japanischen Meistertitel, sowie die Australia Open 2011.

## Sportliche Erfolge
| Saison | Veranstaltung                | Disziplin   | Platz | Name                        |
| ------ | ---------------------------- | ----------- | ----- | --------------------------- |
| 2008   | Australia Open               | Damendoppel | 3     | Kana Itō / Mami Naitō       |
| 2009   | Austrian International       | Damendoppel | 1     | Shizuka Matsuo / Mami Naitō |
| 2009   | Japan: Einzelmeisterschaften | Damendoppel | 1     | Shizuka Matsuo / Mami Naitō |
| 2011   | Australia Open               | Damendoppel | 1     | Shizuka Matsuo / Mami Naitō |